# Ламенский район

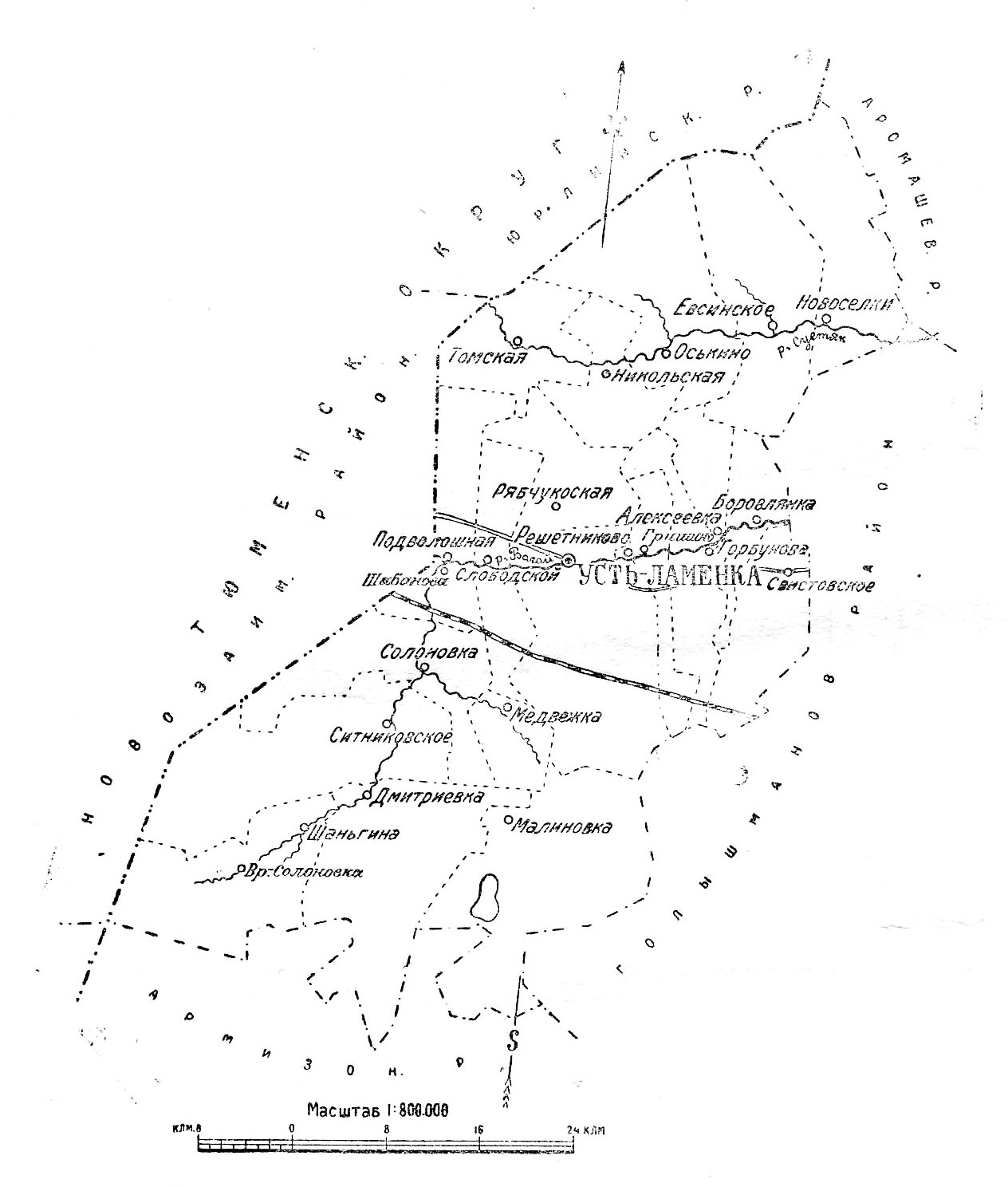
Схема района в 1928 году

Ла́менский райо́н — административно-территориальная единица в Ишимском округе Уральской области РСФСР.
Образован на основании постановлений ВЦИК от 3 и 12 ноября 1923 года в составе Ишимского округа Уральской области из Евсинской (кроме д. Успенка), Ситниковской и Усть-Ламенской волостей Ишимского уезда Тюменской губернии. Первоначально носил иное название: Усть-Ламенский район.
В район вошло 20 сельсоветов: Алексеевский, Боровлянский, Горбуновский, Гришинский, Дмитриевский, Евсинский, Малиновский, Медвеженский, Николаевский, Новосёлковский, Оськинский, Робчуковский, Свистовский, Ситниковский, Слободской, Солоновский, Томский, Усть-Ламенский, Шабановский, Шаньгинский.
Постановлением президиума Уралоблисполкома от 15 сентября 1926 года район переименован в Ламенский.
Постановлением ВЦИК от 10 июня 1931 года район упразднён. Дмитриевский, Медвеженский, Ситниковский, Слободский, Солоновский, Томский, Шабановский и Шаньгинский сельсоветы переданы в Омутинский район, остальные — в Голышмановский район.